# Castle Mill Stream
Der Castle Mill Stream ist ein linker Nebenarm der Themse im Westen von Oxford, England. Er ist 5,5 km lang.

## Verlauf
Der Castle Mill Stream verlässt die Themse am südlichen Ende von Port Meadow und nördlich von Fiddler’s Island. Von dort wendet er sich, nachdem er die Gleisanlagen der Cherwell-Valley-Linie unterquert hat, nach Süden und fließt östlich von Cripley Meadow parallel zum von Norden her kommenden Oxford-Kanal. Weiter südlich ist über das Isis Lock eine Schifffahrtsverbindung zum Oxford-Kanal und über den Sheepwash Channel nach Westen eine Verbindung zum Hauptarm der Themse gegeben. Der Castle Mill Stream unterquert mehrere Brücken und fließt außerhalb der Stadtmauer von Oxford nahe dem Oxford Castle entlang. Er wird von der Oxpens Road überquert und mündet unmittelbar flussaufwärts der Gasworks Bridge wieder in die Themse.

## Geschichte
Der Lauf wurde in der angelsächsischen und in der frühen normannischen Zeit erheblich verändert. Es gab eine Mühle an dieser Stelle, bevor die Festung entstand. Im Winter 1142 entkam die Königin Matilda bei einer Belagerung der Festung über den Castle Mill Stream.
Im Mittelalter wurde der Castle Mill Stream für die Schifffahrt benutzt. Im 16. Jahrhundert wurden Heu, Holz und Steine an einem Kai an der Hythe Bridge entladen. Als der Oxford-Kanal gebaut wurde, bot er einen besseren Zugang zum Zentrum von Oxford an. 1795–96 wurde von Daniel Harris das Isis Lock gebaut, das Schiffen den Zugang von der Themse zum Kanal ermöglichte, der Castle Mill Stream wurde dadurch uninteressant für die Schifffahrt.